# Zespół pałacowo-parkowy w Głębokiem
Zespół pałacowo-parkowy w Głębokiem – zespół pałacowo-parkowy w Polsce, położony w województwie kujawsko-pomorskim, w powiecie inowrocławskim, w gminie Kruszwica, w Głębokiem. 

## Historia
Pałac pochodzi z początku XX w.
Wieś Głębokie położona jest po wschodniej stronie jeziora Gopło. Jej właściciele to: 
- Głęboccy (w XV i XVI w.),
- Magdalena von Zaborowska (od 1818 roku),
- Konstancja Jeżewska z d. Zaborowska (od 1829 r.) oraz jej potomkowie z rodu Jeżewskich,
- Władysława von Hulewicz z d. Zawisza Czarny (od 1895 r.),
- rodzina Twardowskich (od 1902 r.).

W 1913 r. Tadeusz Twardowski wykorzystując naturalne walory terenu wybudował tu dwukondygnacyjny pałac. Następnie zmechanizował majątek, plony z pól były dostarczane wagonikami, posiadał nawet własne lądowisko dla samolotu. Od 1943 r. do końca wojny właścicielem był Heinz Guderian. W 1946 r. majątek został przejęty przez Skarb Państwa Polskiego. Od 1972 r. użytkownikiem był PGR Kobylniki - Piaski, który w 1974 r. przeprowadził tu remont. Obecnie budynek wrócił do rąk potomków dawnych właścicieli.

## Pałac
Pałac zbudowany w 1913 r., w stylu neoklasycystycznym, o kondygnacji piętrowej, trójkątny fronton wspiera monumentalny portyk kolumnowy. Czterospadowy dach mansardowy pokryty dachówką.

## Park
Park o pięknych krajobrazach z połowy XIX w., o powierzchni 5,5 ha. Do pałacu prowadzi aleja kasztanowa kończąca się podjazdem. Frontową część parku urozmaica trawnik okolony strzyżonym żywopłotem i zasiedlony przez iglaki: cisy pospolite i jałowce. W parku znajdują się dwa stawy, na jednym z nich jest wyspa wraz z prowadzącym tam mostkiem. Na obrzeżu stawów rosną wierzby płaczące, topole białe, jesiony wyniosłe oraz olchy czarne.
Park w Głębokiem to skupisko ponad 500 drzew należących do około czterdziestu gatunków, głównie liściastych. Iglaki reprezentowane są jedynie przez świerki pospolite i kłujące, żywotniki zachodnie, bezżywiczne cisy pospolite, oraz cieniolubne jałowce. 
Najstarszy starodrzew rośnie tu pojedynczo lub w postaci zwartych szpalerów, tak jak pasmo jesionów wyniosłych wyznaczających zachodnią granicę parku. Wokół dawnego placu zabaw rosną lipy drobnolistne, topole czarne, klony jawory, wiązy szypułkowe, kasztanowce białe oraz jarzęby pospolite. 
Na terenie parku rosną też okazy zbliżone do pomnikowych: topole białe i czarne, lipy i wiązy o niezwykle dużych obwodach oraz jesion pensylwański odmiany pstrolistnej. 
Układ parku jest zatarty przez bujnie rozrastające się samosiewy krzewów i drzew liściastych.

## Inne obiekty
W zespole pałacowo-parkowym w Głębokiem znajdują się także zabudowania gospodarcze – folwark oraz kaplica grobowa.